# Bernard-Anselme de Saint-Castin
Pour les articles homonymes, voir Castin (homonymie).
Bernard Anselme d'Abbadie, le quatrième baron de Saint-Castin, est le fils métis de Jean-Vincent d'Abbadie de Saint-Castin (1652-1707) et de Misoukdkosié (Marie-Melchilde), fille du chef Madockawando de la tribu Penobscot (confédération Wabanaki). Il est né vers 1689 dans la baie de Penobscot en Acadie (maintenant au Maine).

## Biographie
Son père était arrivé au Canada en 1665 avec le régiment de Carignan-Salières pour s'assurer de la propriété de la baie de Pentagouët, située à l'embouchure du fleuve Pentagouët, revendiquée par la Nouvelle-Angleterre. Un commandement français s'installant sur le territoire en 1670, le commandement du Fort Pentagouët est confié en 1673 à Jean-Vincent d'Abbadie de Saint-Castin, qui fait reconstruire quelques fortifications élémentaires et renforce son influence sur les Abénaquis. Les habitants de la région commercent autant avec le reste de l'Acadie qu'avec Boston, malgré l'interdiction des règlements français.
En 1682-1683, Pentagouët ayant été attaqué par des flibustiers de la Nouvelle-Angleterre, les Français et les Abénaquis prennent le fort Pemaquid et rasent seize villages et massacrent 200 habitants en représailles en 1689.
En 1704, Jacques-François de Monbeton de Brouillan, gouverneur de l'Acadie, demande à Bernard-Anselme, alors âgé de 15 ans, de quitter le Petit séminaire de Québec pour prendre la place de son père, qui est rentré à Pau en 1701. Le jeune Métis entraîne les Abénaquis à harceler les colonies anglaises. En représailles, Joseph Dudley, gouverneur de Boston, monte une expédition navale d'une quinzaine de navires et 550 hommes, qui est confiée au commandement de Benjamin Church. Il détruit les habitations françaises de Pantagouët et de Passamaquody et attaque Port-Royal. Bernard-Anselme d'Abbadie participe à la défense du fort du 8 au 16 juin, puis du 20 au 31 août 1707. Blessé, il épouse, le 31 octobre, Marie-Charlotte, Damours de Chauffours (vers 1696 - Pau, 27 février 1734), fille de Louis Damours, seigneur de Jemseg, un des compagnons d'armes de son père. Le gouverneur de l'Acadie, Daniel d'Auger de Subercase, le propose pour le grade de lieutenant et le commandement des Indiens d'Acadie, ce qui est accordé le 6 juin 1708.
En 1709, il arme un navire et se fait corsaire. Il s'associe avec Pierre Morpain, Pierre Maisonnat et Daniel Robineau, flibustiers français de Saint-Domingue établis à Port-Royal. Ils vont couler 35 navires britanniques et faire 470 prisonniers.
Le gouverneur de la Virginie, Sir Francis Nicholson, à la tête de 2 000 soldats et 36 vaisseaux, investit Port-Royal le 5 octobre 1710. Face à lui, Subercase n’a à lui opposer que 158 hommes de troupe et 127 miliciens. Il résiste huit jours et capitule le 13 octobre. Port-Royal est rebaptisé Annapolis Royal. Saint-Castin est arrivé avec son navire à Port-Royal une semaine plus tard dans l'ignorance de la capitulation du fort. Son bateau est pris par les Britanniques, mais il parvient à s'échapper et à gagner les bois. Il accepte la demande des Britanniques de transmettre à Québec l'acte de capitulation de Subercase et d'amener le major britannique John Livingston, qui veut rencontrer le marquis de Vaudreuil.
Nommé au commandement de l'Acadie, il repart de Québec le 18 janvier 1711 avec l'ordre d'entretenir les Abénaquis dans leur opposition aux Britanniques en harcelant Annapolis Royal. En 1712, il est nommé lieutenant.
Par les traités d'Utrecht (1713), la France cède l'Acadie sauf l'île du Cap-Breton aux Britanniques. Saint-Castin s'est retiré au bord de la rivière Saint-Jean, où son père avait une seigneurie.
En 1714, il quitte l'Acadie avec son épouse, Marie-Charlotte Damours de Chauffours, et sa fille de trois ans, Marie-Anselme de Saint-Castin (vers 1711 - Oloron-Sainte-Marie, 18 juillet 1778). Une fille, Louise d'Abbadie de Saint-Castin, est née à Pau en 1716.
Il est admis dans l'ordre de la noblesse aux États du Béarn et reconnu comme quatrième baron de Saint-Castin le 28 avril 1717 après une longue lutte avec son oncle, le juge Jean de Labaig, et sa tante, Marie de Saint-Castin, pour retrouver son héritage. Il meurt à Pau en 1720.

## Annexe